# جفرة الحص
جفرة الحص قرية سوريّة تتبع إداريّاً لمحافظة حلب منطقة السفيرة ناحية مركز السفيرة، بلغ تعداد سكانها 847 نسمة حسب التعداد السكاني لعام 2004.